# Pyralidoxa
Pyralidoxa is een geslacht van vlinders van de familie venstervlekjes (Thyrididae).

## Soorten
- P. elaphropa (Meyrick, 1936)
- P. stratifica Meyrick, 1934